# Шилкинский район

Физическая карта Шилкинского района

Ши́лкинский район —  административно-территориальная единица (район) и муниципальное образование (муниципальный район) в Забайкальском крае Российской Федерации.
Административный центр — город Шилка.

## География
Район расположен в центральной части Забайкальского края. Район занимает преимущественно равнинные и низкогорные территории междуречий рек Ингода, Шилка, Онон. Хребты Борщовочный, Могойтуйский и Нерчинско-Куэнгинский окаймляют междуречья. Приречная Ингодинская равнина сменяется среднегорными территориями с высотами 1000—1200 м. Имеются месторождения строительных материалов, бурого угля, золота: Апрелковское месторождение золота, Боец — месторождение аквамарина, топаза, дымчатого кварца, Завитинское редкометалльное месторождение, Ингодинское месторождение подземных вод, Кангинское месторождение цветных камней, Полиминеральная жила месторождения турмалина, Стрелкинское проявление берилла, Шамболихинское месторождение облицовочного камня и др.
Климат резко континентальный с жарким летом и холодной малоснежной зимой. Средняя температура в июле +18 ÷ +20 °C (максимальная +38 °C), в январе −28 ÷ −30 °C (абс. минимум −47 °C). Количество осадков не превышает 300—400 мм/год. Особенно засушливы весна и нач. лета. Продолжительность вегетационного периода от 120 до 150 дней. По территории района протекают реки Ингода, Онон, Шилка. Распространены почвы мучнисто-карбонатные глубокопромерзающие, лугово-чернозёмные и мерзлотные лугово-лесные, в горах — малокарбонатные глубокопромерзающие чернозёмы, переходящие в мерзлотно-таёжные дерновые почвы. Леса главным образом горные лиственничные. Безлесные участки заняты преимущественно пижмовыми, типчаковыми и вострецовыми степями. Лесостепь тяготеет к увалистым равнинам и низкогорьям. В долинах рек сырые солонцеватые злаковые и другие луга в сочетании с осочниками и местами с кустарниками.

## История
Район образован 4 января 1926 года.
В июне 1930 года в сёлах Шилкинского района произошло восстание крестьян («Ундино-Талангуйская повстанческая бригада») против советской власти.

## Население
| 2002    | 2007    | 2009    | 2010    | 2011    | 2012    | 2013    | 2014    | 2015    |
| ------- | ------- | ------- | ------- | ------- | ------- | ------- | ------- | ------- |
| 47 453  | ↘45 990 | ↘45 671 | ↘43 194 | ↘43 156 | ↘42 444 | ↘41 945 | ↘41 195 | ↘40 704 |
| 2016    | 2017    | 2018    | 2019    | 2020    | 2021    |         |         |         |
| ↘40 234 | ↘39 772 | ↘39 428 | ↘39 024 | ↘38 583 | ↘36 230 |         |         |         |

### Урбанизация
В городских условиях (город Шилка, Первомайский и  Холбон) проживают  69,39 % населения района.

## Муниципально-территориальное устройство
В муниципальный район входят 14 муниципальных образований, в том числе 3 городских поселения и 11 сельских поселений:
| №        | Муниципальное образование | Административный центр | Количество населённых пунктов | Население (чел.) | Площадь (км²) |
| -------- | ------------------------- | ---------------------- | ----------------------------- | ---------------- | ------------- |
| 1e-06    | Городские поселения       |                        |                               |                  |               |
| 1        | Первомайское              | пгт Первомайский       | 4                             | ↘11 528          | 295,99        |
| 2        | Холбонское                | пгт Холбон             | 2                             | ↘2292            | 108,06        |
| 3        | Шилкинское                | город Шилка            | 2                             | ↘12 525          | 353,57        |
| 3.000002 | Сельские поселения        |                        |                               |                  |               |
| 4        | Богомягковское            | село Богомягково       | 4                             | ↗1020            | 920,60        |
| 5        | Верхнехилинское           | село Верхняя Хила      | 3                             | ↗1019            | 313,15        |
| 6        | Галкинское                | село Галкино           | 4                             | ↘828             | 385,62        |
| 7        | Казановское               | село Казаново          | 2                             | ↘1741            | 570,16        |
| 8        | Мирсановское              | село Мирсаново         | 3                             | ↘679             | 449,89        |
| 9        | Новоберёзовское           | село Новоберёзовское   | 4                             | ↘634             | 309,58        |
| 10       | Номоконовское             | село Номоконово        | 3                             | ↘490             | 477,81        |
| 11       | Ононское                  | село Ононское          | 3                             | ↘1257            | 523,36        |
| 12       | Размахнинское             | село Размахнино        | 3                             | ↘1004            | 592,10        |
| 13       | Усть-Теленгуйское         | село Усть-Теленгуй     | 3                             | ↘451             | 297,15        |
| 14       | Чиронское                 | село Чирон             | 3                             | ↘762             | 477,05        |

## Населённые пункты
В Шилкинском районе 43 населённых пункта, в том числе 3 городских (1 город и 2 посёлка городского типа) и 40 сельских (из них 1 посёлок при станции и 39 сёл):
| №  | Населённый пункт  | Тип                 | Население      | Муниципальное образование |
| -- | ----------------- | ------------------- | -------------- | ------------------------- |
| 1  | Апрелково         | село                | ↘16 (2021)     | Мирсановское              |
| 2  | Арбагар           | село                | ↘310 (2021)    | Холбонское                |
| 3  | Байцетуй          | село                | ↗150 (2021)    | Размахнинское             |
| 4  | Берея             | село                | ↘99 (2021)     | Номоконовское             |
| 5  | Богомягково       | село                | ↘463 (2021)    | Богомягковское            |
| 6  | Васильевка        | село                | ↘103 (2021)    | Верхнехилинское           |
| 7  | Верхний Теленгуй  | село                | ↘94 (2021)     | Усть-Теленгуйское         |
| 8  | Верхняя Хила      | село                | ↘694 (2021)    | Верхнехилинское           |
| 9  | Галкино           | село                | ↘534 (2021)    | Галкинское                |
| 10 | Золотухино        | село                | ↘199 (2021)    | Новоберёзовское           |
| 11 | Зубарево          | село                | ↘207 (2021)    | Галкинское                |
| 12 | Казаново          | село                | ↘1815 (2021)   | Казановское               |
| 13 | Кибасово          | село                | ↘157 (2021)    | Мирсановское              |
| 14 | Кироча            | село                | ↘103 (2021)    | Чиронское                 |
| 15 | Кокуй-Комогорцево | село                | ↘118 (2021)    | Богомягковское            |
| 16 | Красноярово       | село                | ↘215 (2021)    | Размахнинское             |
| 17 | Кыэкен            | село                | ↘93 (2021)     | Богомягковское            |
| 18 | Макарово          | село                | 59 (2010)      | Усть-Теленгуйское         |
| 19 | Мирсаново         | село                | ↘578 (2021)    | Мирсановское              |
| 20 | Митрофаново       | село                | ↘479 (2021)    | Шилкинское                |
| 21 | Нижнее Галкино    | село                | 6 (2021)       | Галкинское                |
| 22 | Нижнее Номоконово | село                | 2 (2021)       | Номоконовское             |
| 23 | Нижняя Хила       | село                | ↘117 (2021)    | Новоберёзовское           |
| 24 | Новоберёзовское   | село                | ↘308 (2021)    | Новоберёзовское           |
| 25 | Новое             | село                | ↘138 (2021)    | Ононское                  |
| 26 | Номоконово        | село                | ↘393 (2021)    | Номоконовское             |
| 27 | Онон              | посёлок при станции | ↗59 (2021)     | Казановское               |
| 28 | Ононское          | село                | ↘1087 (2021)   | Ононское                  |
| 29 | Островки          | село                | ↘96 (2021)     | Новоберёзовское           |
| 30 | Первомайский      | пгт                 | ↘11 112 (2021) | Первомайское              |
| 31 | Размахнино        | село                | ↘919 (2021)    | Размахнинское             |
| 32 | Саввино           | село                | ↘250 (2021)    | Галкинское                |
| 33 | Солнцево          | село                | ↘228 (2021)    | Первомайское              |
| 34 | Средняя Кия       | село                | ↘269 (2021)    | Богомягковское            |
| 35 | Ульяновка         | село                | ↘125 (2021)    | Верхнехилинское           |
| 36 | Уненкер           | село                | ↗172 (2021)    | Первомайское              |
| 37 | Усть-Ага          | село                | ↘41 (2021)     | Чиронское                 |
| 38 | Усть-Ножовая      | село                | ↘281 (2021)    | Ононское                  |
| 39 | Усть-Теленгуй     | село                | ↘441 (2021)    | Усть-Теленгуйское         |
| 40 | Холбон            | пгт                 | ↘1982 (2021)   | Холбонское                |
| 41 | Чирон             | село                | ↘687 (2021)    | Чиронское                 |
| 42 | Шиванда           | село                | ↘99 (2021)     | Первомайское              |
| 43 | Шилка             | город               | ↘12 046 (2021) | Шилкинское                |

14 апреля 2000 года был упразднен  прииск Апрелково.
Законом Забайкальского края от 25 декабря 2013 года было решено образовать на территории района новые сёла: Нижнее Галкино (путём выделения из села Галкино) и Нижнее Номоконово (путём выделения из села Номоконово) . На федеральном уровне им были присвоены наименования Распоряжением Правительства России от 13 мая 2015 года № 860-Р.
В 2018 году статус пгт Арбагар был изменён на село.

## Экономика
Промышленность Шилкинского района представлена железнодорожными предприятиями, энергетикой и горнорудными предприятиями. На его территории расположено Арбагарское буроугольное месторождение, запасы которого составляют около 90 миллионов тонн, Холбонское и другие месторождения. На станции Холбон расположена крупная электростанция(демонтирована), подающая ток горнорудным предприятиям области. По целевой федеральной программе «Либтон» работает горнорудное редкометаллическое предприятие Забайкальский ГОК.
Сельское хозяйство района относится к наиболее развитым в Забайкальском крае.
Шилкинский район вообще располагает большими возможностями в увеличении производства и продажи государству сельскохозяйственной продукции, но в силу слабой экономической базы Забайкальского края, он реализует эти возможности далеко не в полной мере.